# Makiramyzomela
Makiramyzomela (Myzomela tristrami) är en fågel i familjen honungsfåglar inom ordningen tättingar.

## Utbredning och systematik
Fågeln förekommer i Salomonöarna på Makira och Santa Anna). Den behandlas som monotypisk, det vill säga att den inte delas in i några underarter.

## Status
IUCN kategoriserar arten som livskraftig.